# Finále Coupe de la Ligue 2014/2015
Finále Coupe de la Ligue 2014/15 bylo vyvrcholením Coupe de la Ligue, tedy francouzského ligového poháru ze sezóny 2014/15. Střetly se v něm týmy Paris Saint-Germain FC (zkráceně PSG) a SC Bastia, které se spolu utkaly i v prvním finále v roce 1995.

Mužstvo PSG vedl jako kapitán brazilský obránce Thiago Emiliano da Silva, tým Bastie francouzský defenzivní záložník Yannick Cahuzac.
Finálové utkání se odehrálo 11. dubna 2015 před 72 000 diváky na stadionu Stade de France v Saint-Denis. Již v 19. minutě byl vyloučen Sébastien Squillaci z Bastie. O poločase byl stav 2:0 pro tým PSG, který nakonec soupeře porazil výsledkem 4:0 a radoval se z celkového pátého triumfu. Tým SC Bastia propásl možnost získat vůbec první triumf v této soutěži. Za PSG skórovali dvakrát Zlatan Ibrahimović a Edinson Cavani.

## Cesta do finále
Zdroj:
| SC Bastia  | SC Bastia      |             | Paris Saint-Germain | Paris Saint-Germain |
| ---------- | -------------- | ----------- | ------------------- | ------------------- |
| Soupeř     | Výsledek       | Kolo        | Soupeř              | Výsledek            |
| AJ Auxerre | 3–1            | 3. kolo     | –                   | –                   |
| SM Caen    | 3–2 (prodl.)   | osmifinále  | AC Ajaccio          | 3–1                 |
| Rennes     | 3–1            | čtvrtfinále | AS Saint-Étienne    | 1–0                 |
| AS Monaco  | 0–0 (7–6 pen.) | semifinále  | Lille OSC           | 1–0                 |

## Detaily zápasu
| 11. 4. 2015 |        |                                               |                                                                      |
| SC Bastia   | 0 : 4  | Paris Saint-Germain                           | Stade de France, Saint-Denis diváci: 72 000 rozhodčí: Benoît Bastien |
|             | Report | Ibrahimović 21' (pen.), 41' Cavani 80', 90+2' | Stade de France, Saint-Denis diváci: 72 000 rozhodčí: Benoît Bastien |

| Bastia | PSG |

| SC BASTIA:        |    |                     |     |     |
|                   |    |                     |     |     |
| GK                | 1  | Alphonse Areola     |     |     |
| RB                | 29 | Gilles Cioni        | 88' |     |
| CB                | 20 | François Modesto    |     |     |
| CB                | 5  | Sébastien Squillaci | 19' |     |
| LB                | 4  | Florian Marange     |     |     |
| CM                | 18 | Yannick Cahuzac     | 24' |     |
| CM                | 27 | Guillaume Gillet    |     |     |
| RM                | 28 | Gaël Danic          |     | 22' |
| CM                | 10 | Ryad Boudebouz      |     |     |
| LM                | 15 | Julian Palmieri     |     | 68' |
| CF                | 19 | Giovanni Sio        |     | 81' |
| Náhradníci:       |    |                     |     |     |
| GK                | 16 | Jean-Louis Leca     |     |     |
| DF                | 17 | Mathieu Peybernes   | 86' | 22' |
| DF                | 23 | Drissa Diakité      |     |     |
| MF                | 6  | Romaric             |     |     |
| MF                | 7  | Floyd Ayité         |     | 68' |
| MF                | 25 | François Kamano     |     |     |
| FW                | 26 | Brandão             |     | 81' |
| Trenér:           |    |                     |     |     |
| Ghislain Printant |    |                     |     |     |

| PARIS SAINT-GERMAIN: |    |                      |     |     |
|                      |    |                      |     |     |
| GK                   | 1  | Nicolas Douchez      |     |     |
| RB                   | 19 | Serge Aurier         |     |     |
| CB                   | 5  | Marquinhos           |     |     |
| CB                   | 2  | Thiago Silva         |     |     |
| LB                   | 17 | Maxwell              |     |     |
| DM                   | 24 | Marco Verratti       |     |     |
| CM                   | 14 | Blaise Matuidi       |     |     |
| CM                   | 25 | Adrien Rabiot        |     | 77' |
| RW                   | 22 | Ezequiel Lavezzi     | 43' | 63' |
| CF                   | 10 | Zlatan Ibrahimović   |     |     |
| LW                   | 27 | Javier Pastore       |     | 72' |
| Náhradníci:          |    |                      |     |     |
| GK                   | 30 | Salvatore Sirigu     |     |     |
| DF                   | 6  | Zoumana Camara       |     |     |
| LB                   | 21 | Lucas Digne          |     |     |
| DF                   | 23 | Gregory van der Wiel |     |     |
| MF                   | 4  | Yohan Cabaye         |     | 77' |
| FW                   | 7  | Lucas                |     | 72' |
| FW                   | 9  | Edinson Cavani       |     | 63' |
| Trenér:              |    |                      |     |     |
| Laurent Blanc        |    |                      |     |     |

| Muž zápasu: ? Asistenti rozhodčího: Frédéric Haquette Laurent Stien Brankoví rozhodčí: Amaury Delerue Olivier Thual Čtvrtý rozhodčí: Frank Schneider Delegát zápasu: Noël Mannino | Pravidla - 90 minut. - 30 minut prodloužení v případě nerozhodného stavu po řádné hrací době. - Penaltový rozstřel pokud je stav vyrovnaný i po 30 minutách prodloužení. - 7 povolených náhradníků na lavičce každého týmu. - Maximálně 3 střídání hráčů pro každé mužstvo. |